# زولت بور
زولت بور (بالمجرية: Bor Zsolt)‏ (مواليد 1949) هو فيزيائي مجري، ويعمل حاليًا في جامعة زيجيد. حاصل على بكالوريوس في الهندسة الكهربائية من الجامعة التقنية في كييف عام 1973 وماجستير في الفيزياء عام 1974 ودكتوراه في الفيزياء عام 1975.
هو عضو في الأكاديمية الهنغارية للعلوم، والجمعية الفيزيائية المجرية.